# Първичен код
„Първичен код“ (на английски: Source Code) е американски техно-трилър филм от 2011 година. Това е вторият филм на режисьора Дънкан Джоунс след „Луна“ (2009).

## Сюжет
Капитан Колтър Стивънс (Джейк Джиленхол) е военен, който става част от експериментална правителствена програма, разследваща бомбардировка над влак.
Той е изпратен в тялото на Шон Фентрес (Фредерик де Гранпри) – цивилен, който се намира във влака по време на инцидента. Колтър е принуден да преживее последните осем минути от чуждия живот отново и отново, докато не разбере кой е виновен за атаката и как може да предотврати следващия терористичен акт.

## Награди и номинации
| Награда            | Категория                                    | Номиниран(и)                                 | Резултат  |
| ------------------ | -------------------------------------------- | -------------------------------------------- | --------- |
| Награда „Хюго“     | Най-добро сценично представяне (дълга форма) | Най-добро сценично представяне (дълга форма) | номинация |
| Награда „Бредбъри“ | Награда „Бредбъри“                           | Бен Рипли и Дънкан Джоунс                    | номинация |